# ファミリー・マン ある父の決断
『ファミリー・マン ある父の決断』（ファミリーマン あるちちのけつだん、A Family Man）は2016年に公開されたアメリカ合衆国のドラマ映画である。監督はマーク・ウィリアムズ、主演はジェラルド・バトラーが務めた。ウィリアムズにとって、本作は監督デビュー作となった。
本作は日本国内において劇場公開されなかったが、2018年1月12日にDVDが発売された。なお、WOWOWが本作を放送した際、『ヘッドハンター・コーリング』という邦題が使用された。

## ストーリー
デイン・ジェンセンはシカゴを拠点にヘッドハンターとして活躍していた。彼の全生活は如何にして交渉を妥結させるかという問題を中心に回っていた。そんなデインは良き夫、良き父でもあろうとしたが、そちらの面では悪戦苦闘させられていた。そんなある日、デインは上司から会社の経営に携わってみないかと持ちかけられた。ただ、栄転のオファーが現実のものとなるためには、デインはライバルのリン・ウィルソンの営業成績を超えなければならなかった。デインは全勢力を仕事に振り向けるが、そのことで家族との関係が疎遠になってしまった。エリースは「家族のことも顧みてちょうだい」と夫に言ったが、デインにはその余裕がなかった。
多忙を極めるデインだったが、長男のライアンとの交流には時間を割いていた。デインはライアンに肥満の徴候があると判断し、貴重な時間を割いてライアンと朝のランニングに励んだ。ライアンは倦怠感や内出血を訴えたが、デインは特に気に留めなかった。しばらくして、ライアンの身体の不調の原因が癌であると判明した。ショックを受けたデインは息子に寄り添う時間を増やしたが、それが原因で営業成績が伸び悩むようになった。ウィルソンはデインが仕事に専念できない状態にあることを好機とみなし、彼の顧客を奪いにかかった。こうして、デインは「仕事を優先するか、それとも家族との時間を優先にするか」という難問に直面することとなった。

## キャスト
※括弧内は日本語吹替
- デイン・ジェンセン - ジェラルド・バトラー（宮内敦士）
- エリース・ジェンセン - グレッチェン・モル（下田屋有依）
- リン・ウィルソン - アリソン・ブリー（向山直美）
- シン医師 - アヌパム・カー（大塚智則）
- エド・ブラックリッジ - ウィレム・デフォー（永田博丈）
- ルー・ウィーラー - アルフレッド・モリーナ（菊池康弘）
- サムナー・ファイアストーン - ダスティン・ミリガン
- ライアン・ジェンセン - マックスウェル・ジェンキンス（英語版）（尾木藍）
- ローレン・ジェンセン - ジュリア・バターズ
- アントワーヌ - ドウェイン・マーフィー

## 製作
2012年11月、ビル・ドゥビュークが『The Headhunter's Calling』と題された新作脚本を完成させたと報じられた。2015年9月2日、ジェラルド・バトラーが本作の主演に起用されたとの報道があった。
本作の主要撮影は2015年10月26日にトロントで始まり、同年12月18日に終了した。

## 公開
2016年9月13日、本作はガラ・プレゼンテーションに出品されていた第41回トロント国際映画祭でプレミアを迎えた。

## 評価
本作は批評家から酷評されている。映画批評集積サイトのRotten Tomatoesには24件のレビューがあり、批評家支持率は13%、平均点は10点満点で3.9点となっている。サイト側による批評家の見解の要約は「『ファミリー・マン ある父の決断』には面白いアイデアもある。しかし、同作はメロドラマの王道を歩むことで行き詰まってしまった。登場人物たちは薄っぺらい上に、愛嬌を感じさせない。」となっている。また、Metacriticには7件のレビューがあり、加重平均値は21/100となっている。